# Psilosticha oresitropha
Psilosticha oresitropha là một loài bướm đêm trong họ Geometridae.